# Foampit
Foampit či foam pit (anglicky „pěnová jáma“) je typ doskočiště, do kterého se dá bezpečně dopadat při trénování některých sportů anebo při volnočasových aktivitách. 

## Popis
Foampit bývá prostor vyplněný měkkým materiálem, například bloky z polyuretanové pěny (molitan), které jsou dostupné v různých barevných provedeních. Ideální jsou kostky o rozměru 15x15 cm.[zdroj?]

## Využití
Foampit využívají sportovci zabývající se freestyle lyžováním, snowboardingem, bmx, inline bruslením, skateboardingem, snowscootingem, freestyle motokrosem a dalšími sporty, u kterých je lepší trénovat složité triky nejdříve nanečisto. Na rozdíl od skákání do vody, které jako dopadové médium využívá většina tréninkových center, je molitan mnohem bezpečnější a příjemnější. Při skocích na lyžích, kolech nebo snowboardu bývá výška, ze které jezdec dopadá na hladinu, až 6 m; při takové výšce a se sportovním vybavením bývá dopad velmi tvrdý. Nevýhodou foampitu je, že molitanu vadí déšť a musí proto být v uzavřených prostorách nebo se zakrytím. Pro bmx, inline a skate stačí foampit menších rozměrů, ovšem pro snowboardy, lyže a další převážně zimní sporty je nutný velký rozjezd a také větší plocha pro dopad.[zdroj?]
V České republice je několik menších foampitů ve skateparcích. Nejvíce takových parků se nachází v USA. Díky tomuto typu trénování se stávají adrenalinové sporty mnohem bezpečnějšími a posuovají se hranice jezdců.[zdroj?]
Molitanové bazény nabízejí také volnočasová centra specializující se na skákací atrakce (tzv. jump parky).

## Bezpečnost
Organizace, v jejichž nabídce se foampity nacházejí, stanovují, že není přípustné do nich skákat hlavou napřed. Stejné pravidlo stanovují například i gymnastické organizace, které dodávají ještě další bezpečnostní doporučení, např. používání foamiptů pouze pod dohledem a po jednom, zákaz nošení šperků a dalších módních doplňků či nutnost uvolnit molitanové kostky, jež jsou pod tlakem dopadů smáčknuté.
Pro děti bývá z bezpečnostních důvodů vstup do foampitu omezen výškovým limitem a omezují se také možnosti jeho využívání dětmi, například zákazem provádění salt.